# Donbass Arena
Donbass Arena (ukrainska: Донбас Арена, Donbas Arena; ryska: Донбасс Арена) är en fotbollsarena i Donetsk i Ukraina. Arenan ligger i Lenin Komsomol-parken i stadens centrum. Den invigdes 29 augusti 2009 och är Sjachtar Donetsks hemmaarena.

## Historik

### 2009 – invigning
Donbass Arena öppnades den 29 augusti 2009. Den 29 augusti är "gruvarbetaredagen" i Ukraina och dessutom Donetsks stadsdag. Fotbollsklubben Sjachtar Donetsks namn översatt till svenska är "Donetsks kolgruvarbetare" och Donetsk är huvudort i landets viktigaste gruvregion Donbas-regionen. Därför valde man att inviga arenan detta datum.
Den amerikanska pop- och R&B-artisten Beyoncé Knowles underhöll och sjöng ett par låtar som ingick i hennes konsertturné; "I Am... Tour"  på arenans premiärkväll. Det var Knowles första uppträdande i Ukraina. Ukrainas president Viktor Jusjtjenko, premiärminister Julia Tymosjenko, parlamentets talman Volodymyr Lytvyn och ledaren för Regionernas parti Viktor Janukovytj (som har nära kontakter till Sjachtar Donetsk och har det största väljarstödet i Donbas-regionen) samt andra statliga tjänstemän deltog i invigningen. Invigningsshowen var koreograferad av "K-events Filmmaster Group" under ledning av koreografen Walters Brin.
Första Sjachtar-matchen på Donbass Arena var en match i den ukrainska ligan mot FC Obolon Kiev som spelades 27 september 2009, en kamp som Sjachtar vann med 4–0. Det första målet gjordes av brasilianaren Jádson.

### 2014 – I malpåse på grund av oroligheter
20 maj 2014 arrangerades en mindre fredsmanifestation på arenan, mot det eskalerande våldet i regionen och mot den självutropade Folkrepubliken Donetsk.
22 augusti samma år skadades stadion av vad som rapporterades vara artilleribeskjutning, i samband med att Ukrainas väpnade styrkor och proryska separatister stred om kontroll över staden. 20 oktober skadades stadion av ny artillerield. Västliga och östliga delar av arenan skadades, och minst en av de stora glasrutorna föll till marken.
11 augusti stängde Donbass Arena sitt biljettkontor, och Sjachtar Donetsk spelar under säsongen 2014/2015 sina hemmamatcher på Arena Lviv i västra Ukraina. Klubbens har flyttat sin administration till Kiev, där man också håller sina träningar.
Ukrainas nationalbanks beslöt 6 augusti att ställa in penningtransaktioner till områden som inte kontrolleras av Ukrainas myndigheter. Därför kunde återbetalningar av årskort till arenan inte omgående återbetalas. Sjachtar Donetsks pressavdelning sa dock att återbetalningarna skulle utföras vid "första bästa tillfälle".

Arenans utsida täcks av en 24 000 m² stor inglasning.

## Beskrivning
Arenan har en publikkapacitet på 50 149 och är en av de fyra ukrainska arenorna som användes vid Europamästerskapet i fotboll 2012. Arenan har fått 5 stjärnor av UEFA, den första 5-stjärniga i Ukraina och det näst största stadion i Ukraina, efter Kievs olympiastadion. Donbass Arena är finansierad av Ukrainas rikaste man Rinat Achmetov (president i Sjachtar), och den kostade 3,2 miljarder kronor att bygga.
Donbass Arena är designad av ArupSport Company, som också byggde City of Manchester Stadium (Manchester, England), Allianz Arena (München, Tyskland), Estadi Olímpic Lluís Companys (Barcelona, Spanien), Sydney Football Stadium (Sydney, Australien) och Pekings Nationalstadion (Peking, Kina). Byggherre var den turkiska byggfirman Enka.

### Byggfakta
- Den totala yta på byggarbetsplatsen (inklusive mobiliseringsområden) var 254 907 m².
- Det område (inklusive planen) där arenan ligger är 46 780 m².
- Höjden på arenan är 54 meter från plannivå till toppen av taket.
- Det finns 227 toalettrum med 471 toaletter och 333 tvättställ.
- Över 120 000 m³ betong och 4 300 ton stål användes under byggandet av arenan.
- Omkring 3 800 ton stål användes för takkonstruktionen.
- Den totala ytan av inglasningen runt läktartaket är cirka 24 000 m².
- Läktarnas totala yta är cirka 70 000 m².
- Storleken på fotbollsplanen är 105 m × 68 m (7 668 m²).
- Gräs kommer att användas tillsammans 2 201 m² konstgräs.

## Källhänvisningar
1. ↑  Den ryska stavningen används av klubben och den ligger också till grund för arenans engelska namn Donbass Arena.
2. ↑  "Akhmetov called a strike at the enterprises in protest".. Ukrainian Media Group, 2014-05-20. Läst 27 oktober 2014. (engelska)
"Ukrainian tycoon Rinat Akhmetov confronts rebellion". Bbc.com, 2014-05-20. Läst 27 oktober 2014. (engelska)
”Akhmetov's "Peace March" in Donetsk took 20 minutes· Interfax.com.ua, 2014-05-20. Läst 27 oktober 2014. (engelska)
"Businessman Akhmetov condemns 'genocide of Donbas,' calls for peaceful rally against 'Donetsk People's Republic'". Interfax.com.ua, 2014-05-20. Läst 27 oktober 2014. (engelska)
3. ↑  "Champions League - Shakhtar stadium hit by explosions". Arkiverad 26 augusti 2014 hämtat från the Wayback Machine. Eurosport.yahoo.com. Läst 27 oktober 2014. (engelska)
4. ↑  "Near miss for young girl at Donetsk stadium as blast hits". Bbc.com. Läst 27 oktober 2014. (engelska)
5. ↑  "Shakhtar Donetsk's Donbass Arena damaged by shelling". Bbc.com. Läst 27 oktober 2014. (engelska)
6. ↑  "Donbass Arena ticket office is temporarily closed". Arkiverad 9 oktober 2014 hämtat från the Wayback Machine. Donbass.arena.com, 2014-08-14. Läst 27 oktober 2014. (engelska)